# Alligators 427
Pistes de Autorisation de délirer
Autorisation de délirer
(10)
Alligators 427 est une chanson de Hubert-Félix Thiéfaine (paroles et musique). Elle est publiée pour la première fois sur l'album Autorisation de délirer sorti en 1979 et figure sur la plupart des albums en concert et compilations. Elle est aussi présente sur l'album Les Fils du coupeur de joints, interprétée par Matmatah.

## Origine
En 1975, Thiéfaine, dont la carrière débute encore, rentre chez son père dans le Jura ; le chanteur est décharné, avec des ganglions « gros comme des œufs » sur les membres. Des docteurs parisiens l'ont testé pour le cancer et la tuberculose, sans rien détecter. Cette terreur du cancer lui inspire la chanson, qui évoque longuement les centrales nucléaires : « À l'ombre de vos centrales, je crache mon cancer ». La maladie de Thiéfaine, diagnostiquée par le médecin familial, se révèle être une carence en vitamines liée à la malnutrition.
Lors des concerts de la tournée VIXI Tour XVII qui démarre en avril 2015, le chanteur introduit la chanson sur scène en disant qu'il l'a écrite au début des années 1970 après avoir manifesté contre la centrale nucléaire de Fessenheim, plus ancienne centrale de France dont la fermeture annoncée depuis plusieurs années n'était toujours pas effective. Cette introduction figure sur le DVD/Blu-Ray de la tournée capté le 17 octobre 2015 au Palais des Sports de Paris. Bien que Thiéfaine n'ait jamais parlé de cette anecdote auparavant, l'hypothèse est séduisante. En effet si la chanson a été publiée en 1979, elle a été écrite en 1975 soit avant qu'il n'obtienne un contrat discographique.
Devenu un incontournable, ce titre est présent sur la majorité des disques live de Thiéfaine (il ne figure pas sur En Concert Vol.2, Routes 88, Bluesymental Tour et En Concert à Bercy).

## Reprise
- En 2002, elle est reprise par Matmatah sur l'album hommage Les Fils du coupeur de joints

## Illustration
En janvier 2007, on retrouve cette chanson illustrée dans l'ouvrage Les Chansons illustrées de Thiéfaine, une bande dessinée où se côtoient de nombreux dessinateurs. Alligators 427 y est illustrée par Cromwell.